# 皮層 (植物)

亞麻莖的橫切面
1. 髓
2. 原生木質部
3. 木質部
4. 韌皮部
5. 韌皮纖維
6. 皮層
7. 表皮

皮層（Cortex）是植物根與莖中表皮和內皮層之間的組織，一般是由未分化之薄壁細胞組成的基本組織 ，外層有時會有不規則的加厚的厚角細胞。皮層細胞一般含有葉綠體，有時有貯存澱粉的功能。根部吸收水分與無機鹽後，需經皮層將其運輸至中柱。皮層內側的一層細胞稱為內皮層，其中含有卡氏帶以阻止水分與無機鹽經質外體途徑運輸。
地衣表層由菌絲組成的組織也稱為皮層。

## 發育
皮層與內皮層是由同一種細胞分化而來，多數植物有多層皮層細胞，而僅有一層內皮層，內皮層的細胞隨後可分裂產生新的皮層細胞，但仍維持單層的內皮層。皮層的層數因物種而異，阿拉伯芥根部則一般只有一或兩層的皮層細胞，其中較外側者被稱為中皮層（middle cortex）。

## 地衣
在地衣中，皮層為葉狀體表層由菌絲組成的組織，有些地衣上下表面皆有皮層，有些僅上表面或下表面有皮層，還有些完全缺乏皮層（ecorticate）。

葉狀地衣的縱切面
a. d. 由菌絲組成的皮層
b. 含有共生藻類的藻層
c. 由菌絲組成、較為鬆散的髓絲層
e. 菌絲組成的假根 (地衣)，可附著於基質